# Cracu Teiului
Cracu Teiului – wieś w Rumunii, w okręgu Caraș-Severin, w gminie Cornereva. W 2011 roku liczyła 49 mieszkańców. 